# Virus de Marburg
Orthomarburgvirus marburgense
Espèce
Classification phylogénétique
- Espèce : Orthomarburgvirus marburgense
  - Virus : virus de Marburg
  - Virus : virus Ravn

Orthomarburgvirus marburgense (anciennement Marburg marburgvirus), le virus de Marburg ou virus Marburg, est une espèce de virus qui cause la maladie hémorragique de Marburg, pathogène chez l'humain.
Classé dans le Groupe V de la classification Baltimore – Virus à ARN simple brin à polarité négative, ce virus appartient à la famille des Filoviridae, responsable d'infections virales humaines parmi les plus pathogène. Bien qu'assez proche du virus Ebola, il est réputé moins létal que ce dernier. Il représente néanmoins un danger biologique suffisamment élevé pour ne pouvoir être manipulé que dans un laboratoire P4 ou BSL-4 (laboratoire de biosécurité de niveau 4),. 
Cette espèce de virus a été nommée d'après Marbourg, la ville allemande où il a initialement été identifié. Les premiers cas connus sont apparus chez des chercheurs, avant le développement de deux épidémies importantes: en 2000, en République démocratique du Congo, puis en 2005, en Angola.

## Découverte du virus
Cette maladie infectieuse est décrite en 1967 pour la première fois en Allemagne et en Yougoslavie chez des chercheurs de laboratoires tombés malades alors qu'ils produisaient des vaccins à partir des cellules rénales prélevées sur des singes verts (Chlorocebus aethiops). Parmi ces singes africains importés d'Ouganda, deux ou trois étaient porteurs du virus de Marburg, probablement en période d'incubation. Peu après l'arrivée des singes, la contagion s'étend et plusieurs primates meurent d'une grave hémorragie,.
Des cas semblables sont rapportés simultanément à Francfort, en Yougoslavie et dans d'autres laboratoires qui avaient également reçu des singes provenant d'Ouganda. Trente-et-un laborantins du laboratoire Behring de Marbourg sont atteints par le virus et sept en sont morts.

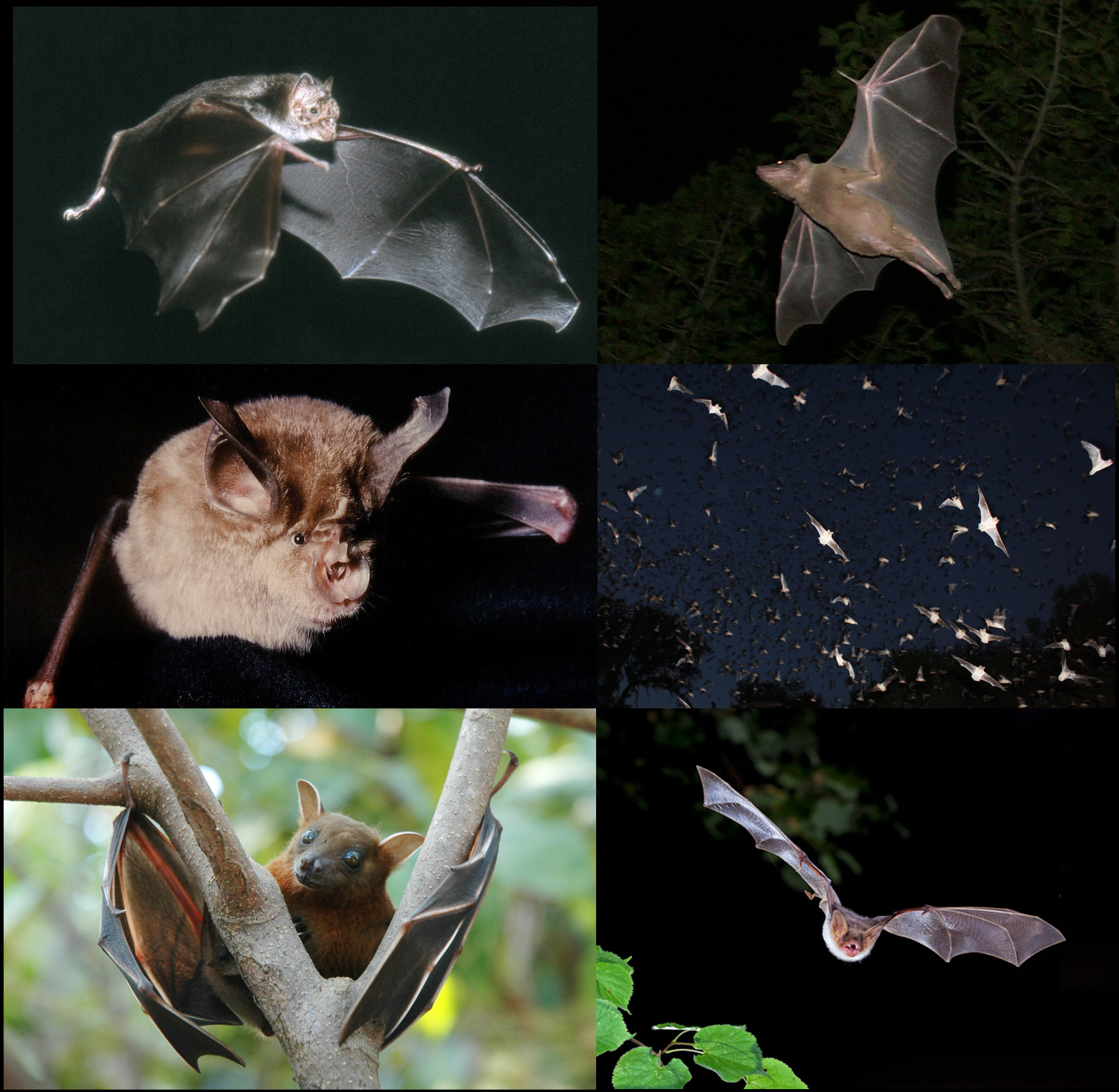
Mosaïque de six photos montrant différentes chauve-souris

Dans les années 1980, deux Européens contractent la maladie hémorragique de Marburg après la visite d'une grotte sur un versant du Mont Elgon au Kenya, colonisée par des chauves-souris frugivores et insectivores. Le français Charles Monet visite la grotte de Kitum en 1980 ; peu après il souffre de nausées et vomissements. Il est hospitalisé à Nairobi, où il meurt rapidement. Il contamine le Dr. Shem Musoke, jeune médecin des urgences qui le réceptionne, mais ce dernier en réchappe. Après une visite de la même grotte en 1987, Peter Cardinal, un enfant danois de dix ans, meurt et devient la seconde victime du virus. Deux souches de virus sont cataloguées à partir de ces infections  la souche Shem Musoke et la souche Ravn, du nom de famille du jeune patient Danois.[réf. nécessaire]
Eugene Johnson (en), chasseur civil de virus qui travaille pour l'armée américaine (USAMRIID - United States Army Medical Research Institute of Infectious Diseases (en)) organise une expédition dans la grotte de Kitum, six mois après le décès du jeune Danois, avec des combinaisons biologiques autonomes pour évoluer en zones chaudes. La mission américano-kényane réunit 35 membres et emploie également des animaux sentinelles, cochons d'Inde et singes, disposés dans la grotte pour révéler la présence éventuelle du virus ; certaines cages sont disposées directement sous la colonie de chauve-souris. L'expédition est un échec : aucun des échantillons de sang ou de tissus biologiques prélevés ne témoigne de la présence du virus ; les prélèvements ne réagissent pas non plus au test d'anticorps du virus de Marburg ; les animaux sentinelles, stationnés dans la caverne, restent en bonne santé. On a recherché un éventuel réservoir jusqu'en 2007, où la preuve a été faite qu'une chauve-souris était naturellement porteuse du virus.

## Épidémiologie
En 1998, une épidémie de plus grande ampleur affecte 149 personnes près de Durba, une ville située dans le nord-est de la République démocratique du Congo (RDC). Plus de 80 % des personnes en mourront. Avant l'an 2000, les cas étaient rares, presque tous répertoriés dans des pays d’Afrique de l’Est ou du Sud (Afrique du Sud, Kenya, Zimbabwe). En 2005, des foyers au nord de l’Angola ont touché plus de 252 personnes, dont 227 sont mortes (taux de létalité : plus ou moins 90 %, comparable aux épidémies de maladie à virus Ebola les plus létales).[réf. nécessaire]
Depuis octobre 2004, plus de 400 cas ont été observés en Angola par l'Organisation mondiale de la santé. Alors que les premières victimes étaient des enfants, au printemps 2005 des adultes ont été touchés. Le 6 octobre 2014, le gouvernement de l'Ouganda annonce un cas de maladie à virus de Marburg. Le 17 octobre 2017, l’Ouganda a signalé à l’Organisation mondiale de la santé les débuts d’une épidémie de maladie à virus de Marburg, dans l’est du pays. Trois personnes seraient mortes. La létalité est globalement évaluée dans une fourchette de 23 à 90 %. En juillet 2022, deux cas ont été relevés au Ghana. En février 2023, la Guinée équatoriale confirme sa première épidémie à la suite du décès d'au moins neuf personnes dans la province de Kie Ntem.

## Agent pathogène

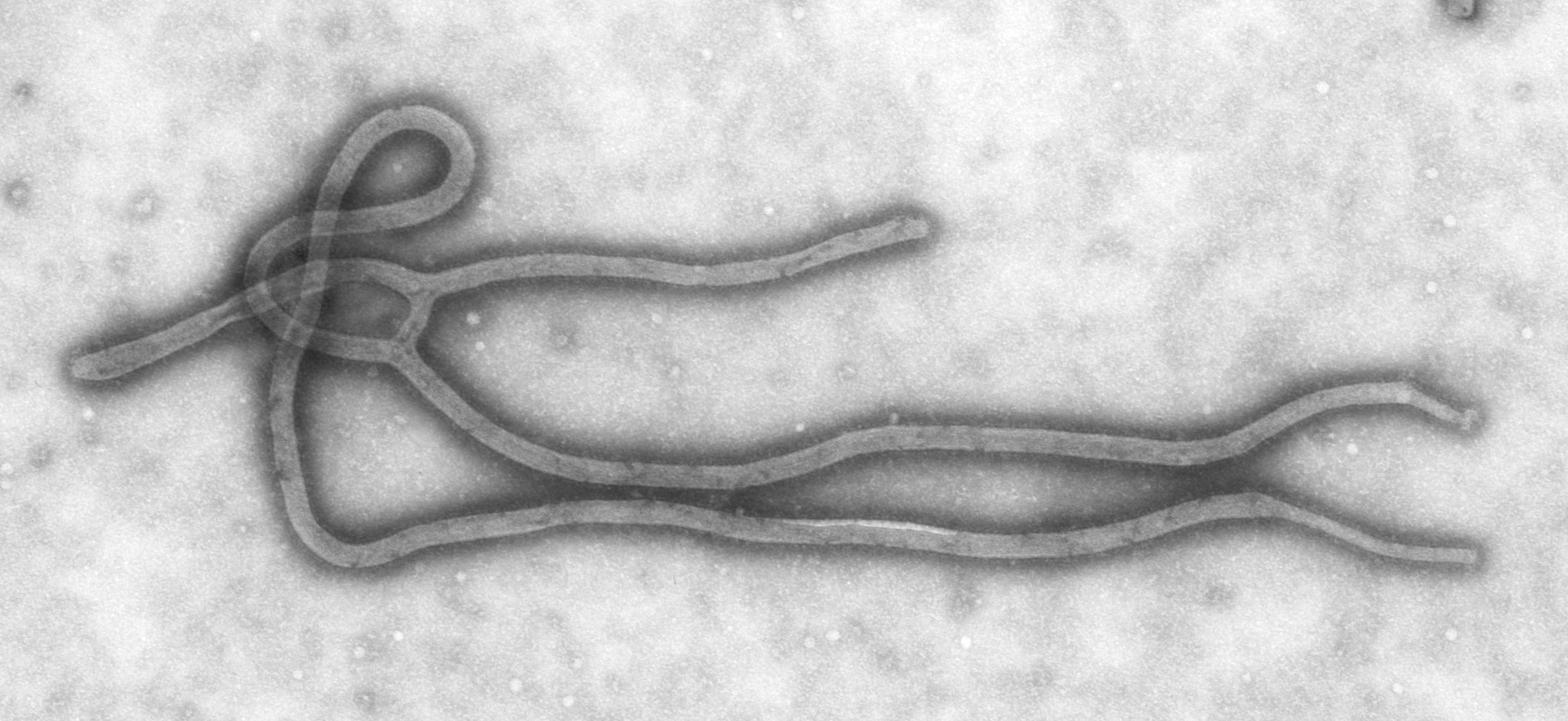
Filoviridae

Le virus de Marburg (MARV) est l'agent causal de la maladie du virus de Marburg (MVD) chez l'humain, avec un taux de létalité variant de 23 à 90 %, selon l'épidémie. MARV est membre de la famille des Filoviridae, qui comprend les genres Orthomarburgvirus, Orthoebolavirus, Cuevavirus, Striavirus et Thamnovirus. La famille des Filoviridae, connue sous le nom de filovirus, contient plusieurs virus connus pour provoquer des maladies hémorragiques, souvent mortelles chez les primates dont l’humain, tous ces virus appartenant aux genres Marburgvirus ou Ebolavirus. Cuevavirus, Striavirus et Thamnovirus ne sont pas connus pour provoquer des maladies chez l'humain ou les primates non humains.

## Réservoir du virus

Répartition géographique de Rousettus aegyptiacus en Afrique. Les points rouges indiquent l'emplacement de précédentes épidémies connues de virus de Marburg ou de chauves-souris positives au virus.

Une étude démontre qu'un réservoir animal de ce virus est la Roussette d'Égypte (Rousettus aegyptiacus). Dans le cadre de cette étude, 29 individus sur 242 étaient porteurs de fragments d'acide ribonucléique (ARN) de ce filovirus et d'anticorps spécifiques. Ceci montre que l'organisme de cette roussette est apte à lutter contre ce virus. Cette roussette est forestière, migratrice et présente sur tout le sud de l'Afrique et en Égypte.
Toutes les flambées de MARV enregistrées sont originaires d'Afrique, où le virus se maintient dans un réservoir naturel. Plusieurs espèces de chauves-souris ont été impliquées dans le fait d'être un hôte réservoir pour les filovirus, et il existe des preuves solides que Rousettus aegyptiacus, la roussette d'Égypte, sert de réservoir au MARV. Plusieurs cas de touristes et de mineurs ayant très probablement contracté des MARV dans des grottes peuplées de R. aegyptiacus ont été signalés,,. Le virus vivant a été isolé des chauves-souris de l’espèce R. aegyptiacus dans la grotte de Kitaka, en Ouganda, l'endroit où les mineurs diagnostiqués à la MVD avaient travaillé.

## Principales flambées épidémiques
En 2021, l’OMS listait comme principales flambées de maladies à virus Marburg les épisodes suivants :
| Années    | Pays                                     | Cas | Décès | Taux de létalité |
| --------- | ---------------------------------------- | --- | ----- | ---------------- |
| 1967      | Allemagne                                | 29  | 7     | 24 %             |
| 1967      | Yougoslavie                              | 2   | 0     | 0 %              |
| 1975      | Afrique du Sud                           | 3   | 1     | 33 %             |
| 1980      | Kenya                                    | 2   | 1     | 50 %             |
| 1987      | Kenya                                    | 1   | 1     | 100 %            |
| 1998-2000 | République démocratique du Congo         | 154 | 128   | 83 %             |
| 2005      | Angola                                   | 374 | 329   | 88 %             |
| 2007      | Ouganda                                  | 4   | 2     | 50 %             |
| 2008      | États-Unis d'Amérique (depuis l’Ouganda) | 1   | 0     | 0 %              |
| 2008      | Pays-Bas (depuis l’Ouganda)              | 1   | 1     | 100 %            |
| 2012      | Ouganda                                  | 15  | 4     | 27 %             |
| 2014      | Ouganda                                  | 1   | 1     | 100 %            |
| 2017      | Ouganda                                  | 3   | 3     | 100 %            |

D’autres épisodes sont connus ou ont eu lieu depuis :
- Éthiopie : cas signalés en 1984 et 1985, mais censure du gouvernement communiste de Mengistu, déjà confronté à une vaste famine. Depuis, le nombre de victimes reste inconnu[réf. nécessaire].
- Guinée : le 9 août 2021, un premier cas est détecté en Afrique de l'Ouest[23].
- Ghana : deux cas sont signalés en juillet 2022[24].
- Guinée équatoriale :  neuf morts entre le 7 janvier et le 7 février 2023 dans l'est du pays[25].
- Tanzanie : première épidémie dans ce pays avec huit cas dont cinq morts au 21 mars 2023[26].
- Rwanda : le 27 septembre 2024, le Gouvernement confirme une flambée épidémique dans le pays. Le bilan le 3 octobre est de 11 décès pour 38 cas confirmés[27].

## Transmission
Initialement, l'infection humaine à MVD résulte d'une exposition prolongée à des chauves-souris Rousettus habitant les grottes ou les mines.
Le MVD se propage par transmission interhumaine par contact direct (à travers la peau ou les muqueuses lésées) avec le sang, les sécrétions, les organes ou d'autres fluides corporels des personnes infectées, et avec les surfaces et les matériaux (par exemple, la literie, les vêtements) contaminés par ces fluides.
Les agents de santé ont fréquemment été infectés lors du traitement de patients atteints de MVD suspectée ou confirmée. Cela s'est produit par un contact étroit avec les patients lorsque les précautions de contrôle des infections ne sont pas strictement appliquées. La transmission via un matériel d'injection contaminé ou par des piqûres d'aiguille est associée à une maladie plus grave, à une détérioration rapide et, éventuellement, à un taux de mortalité plus élevé.
Les rites funéraires impliquant un contact direct avec le corps du défunt peuvent également contribuer à la transmission de la maladie.
Les personnes ayant contracté la maladie de Marburg restent infectieuses tant que leur sang contient le virus.

### Transmission sexuelle
La transmission du virus de Marburg par le sperme a été documentée jusqu'à sept semaines après la guérison clinique.

## Manifestations cliniques
Cette maladie survenant principalement dans des pays aux ressources limitées, les descriptions cliniques et les informations biologiques sont rares et reposent essentiellement sur les cas européens.

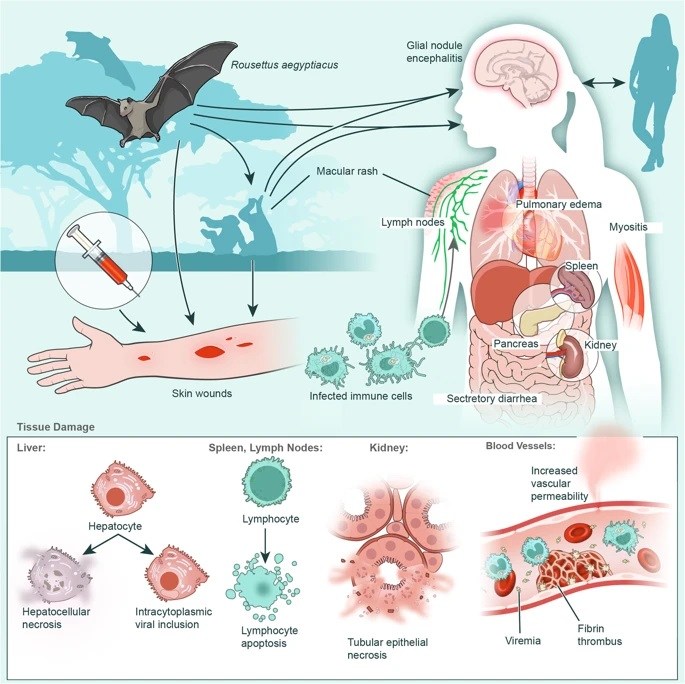
Pathogenèse du virus de Marburg chez l'humain

### Période d'incubation
De 3 à 7 jours mais peut atteindre 21 jours.

### Début
Brutal avec céphalées frontale et occipitale, douleurs musculaires surtout lombaires. Beaucoup de patients se plaignent de sensibilité oculaire avec douleurs à la pression.[réf. nécessaire]

### État
Une fièvre apparaît le premier jour avec diarrhée aqueuse et douleurs abdominales. Cette diarrhée peut durer 7 jours. Des  vomissements viennent secondairement au troisième jour. L'apparence des malades est décrite comme fantomatique avec léthargie extrême et visage extrêmement creusé.
Chez les malades à peau blanche, il existe une éruption maculeuse de la face et du tronc, s'étendant de façon centrifuge aux membres.
Les manifestations hémorragiques apparaissent vers une semaine et sont responsables de la mortalité : vomissement de sang pur et hémoptysie principalement, écoulement nasal ou vaginal. Durant cette période, le malade peut présenter des convulsions ou une agressivité témoignant de l'atteinte cérébrale par le virus.
La mort survient généralement 8 à 9 jours après le début de la maladie.
Les patients se remettent de leur maladie ou meurent de déshydratation, d'hémorragie interne, d'insuffisance organique ou d'une combinaison de facteurs systémiques aidés par une réponse immunitaire dérégulée au virus.

## Biologie
L'augmentation de l'alanine et de l'aspartate aminotransférase (ALT et AST) et l'augmentation des taux de créatinine sérique indiquent des lésions hépatiques et rénales,,. La coagulation intravasculaire disséminée (CIVD), la lymphopénie et la thrombopénie apparaissent généralement dans la semaine suivant les premiers symptômes. Aux stades avancés de la maladie, la lymphopénie est compensée par la neutrophilie.

## Diagnostic
Il est très difficile de différencier un syndrome hémorragique par virus de Marburg de celui provoqué par le virus Ebola. Le RT-PCR (reverse transcription‐polymerase chain reaction) est l'examen de choix dans les pays développés.

## Convalescence
Les patients qui survivent ne présentent généralement pas de symptômes sévères de stade avancé, mais peuvent présenter des séquelles telles que l'arthrite, la conjonctivite, la myalgie et les symptômes de la psychose pendant et après le rétablissement. Des expériences avec des cellules cultivées de survivants indiquent une réponse adaptative appropriée montrée par les cellules immunitaires à l'infection virale. De plus, des échantillons de sérum de survivants ont montré des réponses IgG à MARV NP et GP, deux des patients ayant des titres d'anticorps neutralisants significatifs. Le titre en anticorps neutralisants a diminué avec le temps, la diminution commençant à 21 mois après l'infection (mpi) et tombant en dessous des limites détectables à 27 mois.

## Persistance de l'infection
Le virus de Marburg est connu pour persister dans les sites immunitaires privilégiés chez certaines personnes qui se sont rétablies de la maladie à virus de Marburg. Ces sites comprennent les testicules et l'intérieur de l'œil. Chez les personnes infectées pendant la grossesse, le virus persiste dans le placenta, le liquide amniotique et le fœtus. Chez les femmes qui ont été infectées pendant l'allaitement, le virus peut persister dans le lait maternel. Une rechute de la maladie symptomatique en l'absence de réinfection chez une personne qui s'est rétablie d'une MVD est un évènement rare, mais a été documentée. Les raisons de ce phénomène ne sont pas encore pleinement comprises.

## Traitement
Il n'existe pas de traitement pour lutter directement contre le filovirus. Les traitements s'attaquent principalement aux symptômes.
Un vaccin est en cours de développement.

## Dans la culture populaire
Le virus de Marburg est un élément-clé de l'intrigue d'un épisode de la quatrième saison de la série télévisée Person of Interest, dans lequel différents personnages cherchent à récupérer plusieurs échantillons du virus qui ont été introduits illégalement à New York.